# Pandanus rheophilus
Pandanus rheophilus är en enhjärtbladig växtart som beskrevs av Benjamin Clemens Masterman Stone. Pandanus rheophilus ingår i släktet Pandanus och familjen Pandanaceae. Inga underarter finns listade.